# Puente de Jena
El puente de Jena (del francés: Pont d'Iéna) es un puente parisino sobre el río Sena que une el VII Distrito con el XVI Distrito. 
Fue inscrito como monumento histórico en 1975 y en 1999, quedó incluido dentro de la delimitación del ámbito de Riberas del Sena en París, declarado patrimonio de la Humanidad por la Unesco.

## Historia
Fue Napoleón Bonaparte quien el 14 de octubre de 1806 decidió construir el puente situándolo justo en frente de la Escuela Militar. De hecho, entre las denominaciones que se barajaron para la obra, una de ellas fue la de puente de la Escuela Militar, también se pensó en llamarlo puente del Campo de Marte. Sin embargo, se optó finalmente por puente de Jena en recuerdo de la batalla de Jena. En 1808, se iniciaron las obras, concluyendo en 1814.
En 1815, en plena caída del Primer Imperio, los prusianos llegaron a París comandados por el general Blücher, el mismo que Napoleón había derrotado en Jena, quien ordenó la destrucción del puente aunque el rey Luis XVIII consiguió evitarlo y propuso un cambio de nombre. De esta forma y hasta la llegada al poder de Luis Felipe I, el puente pasó a llamarse puente de la Escuela Militar.
En los trabajos preparativos de la Exposición Universal de 1937, el puente fue ensanchado para paliar su escasa capacidad, un problema que se había puesto de manifiesto en la Exposición Universal de 1900. Pasó así de los 14 metros iniciales a algo más de 30.

## Descripción
Es un puente de piedra, compuesto de 5 arcos de 28 metros de apertura que se sujetan sobre 4 pilares. Alcanza una longitud de 155 metros y tiene una anchura de 32 metros. Los laterales muestran águilas imperiales como decoración; además, en las cuatro esquinas del puente se pueden observar cuatro esculturas realizadas entre 1848 y 1853 que representan a un guerrero galo, a un guerrero griego, a un guerrero romano y a un guerrero árabe. Las cuatro esculturas muestran a los guerreros de pie junto a un caballo.

Vistas históricas
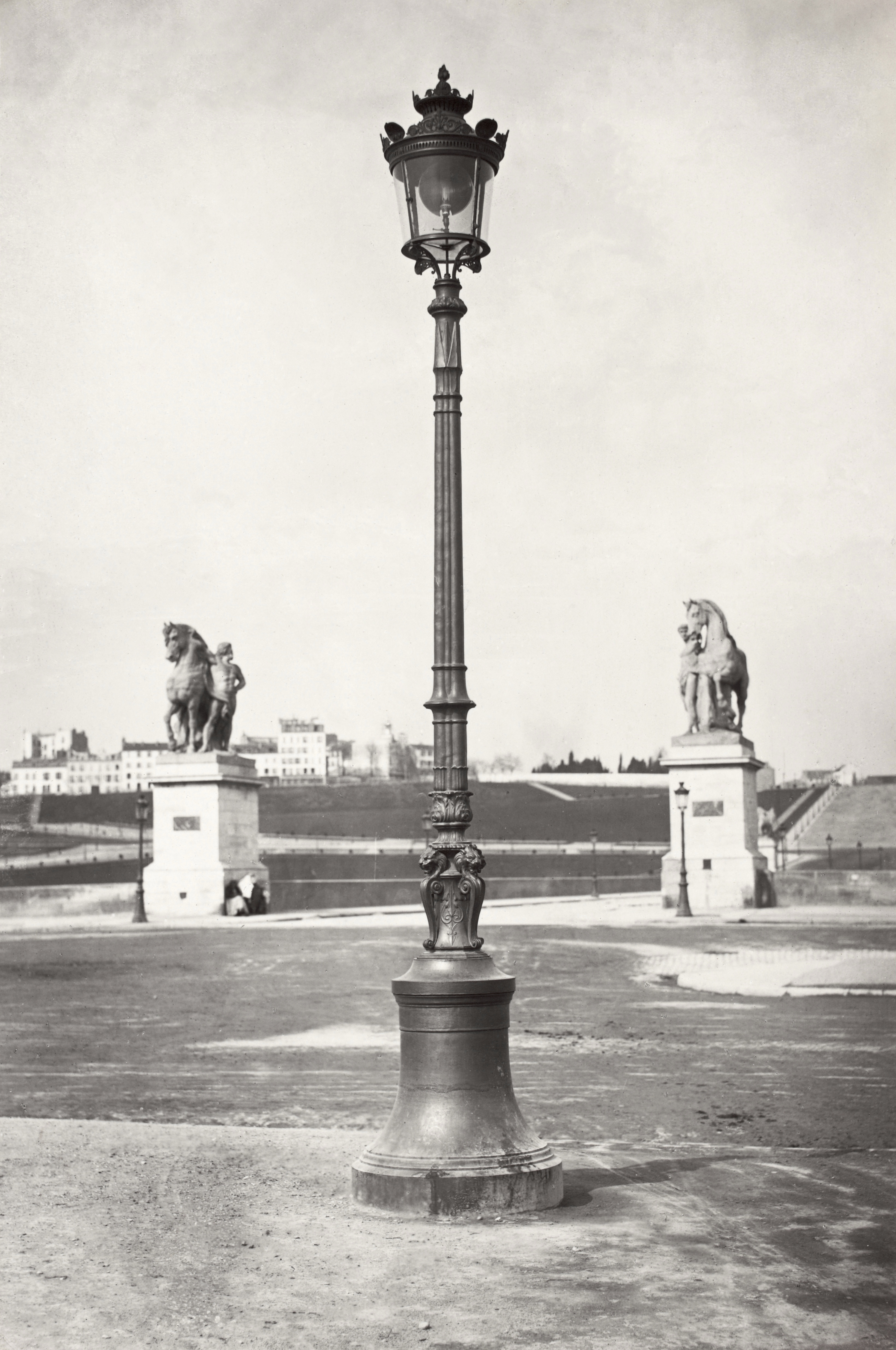
En 1878, los jinetes galos y romanos ya estaban presentes, pero la colina de Chaillot todavía no está ocupada por el palacio del Trocadero.
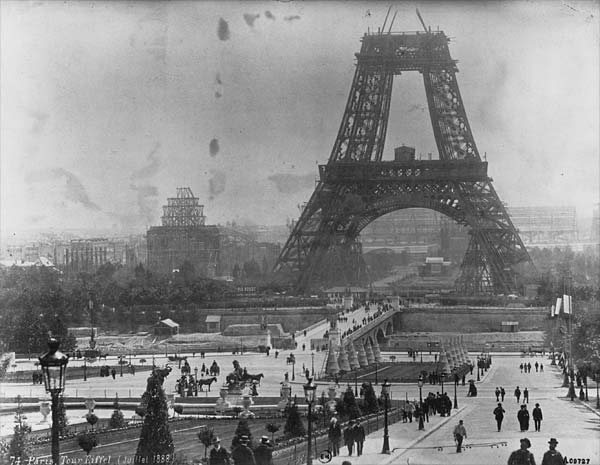
Durante la construcción de la torre Eiffel.
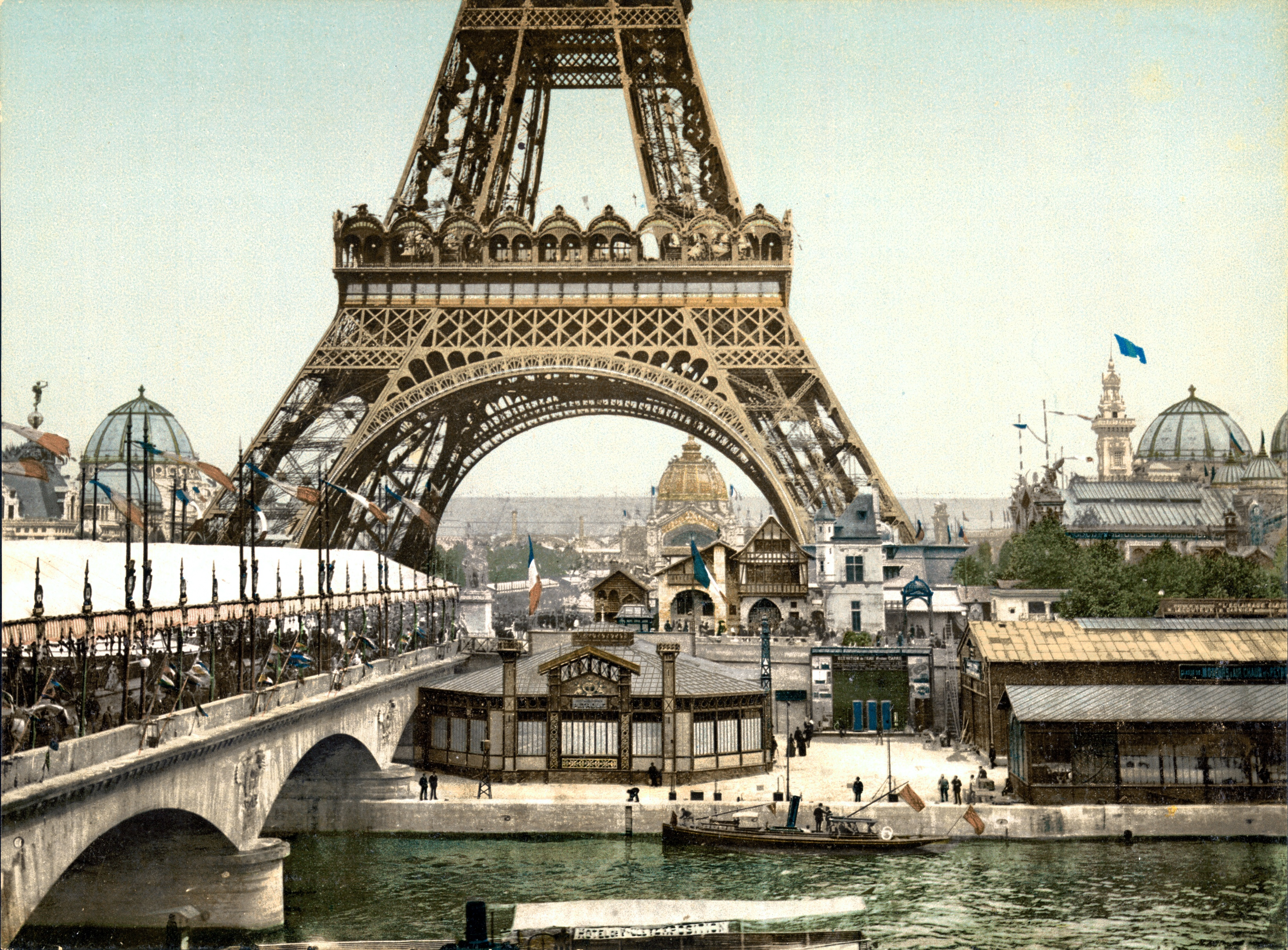
Durante la  Exposición Universal de París (1889)
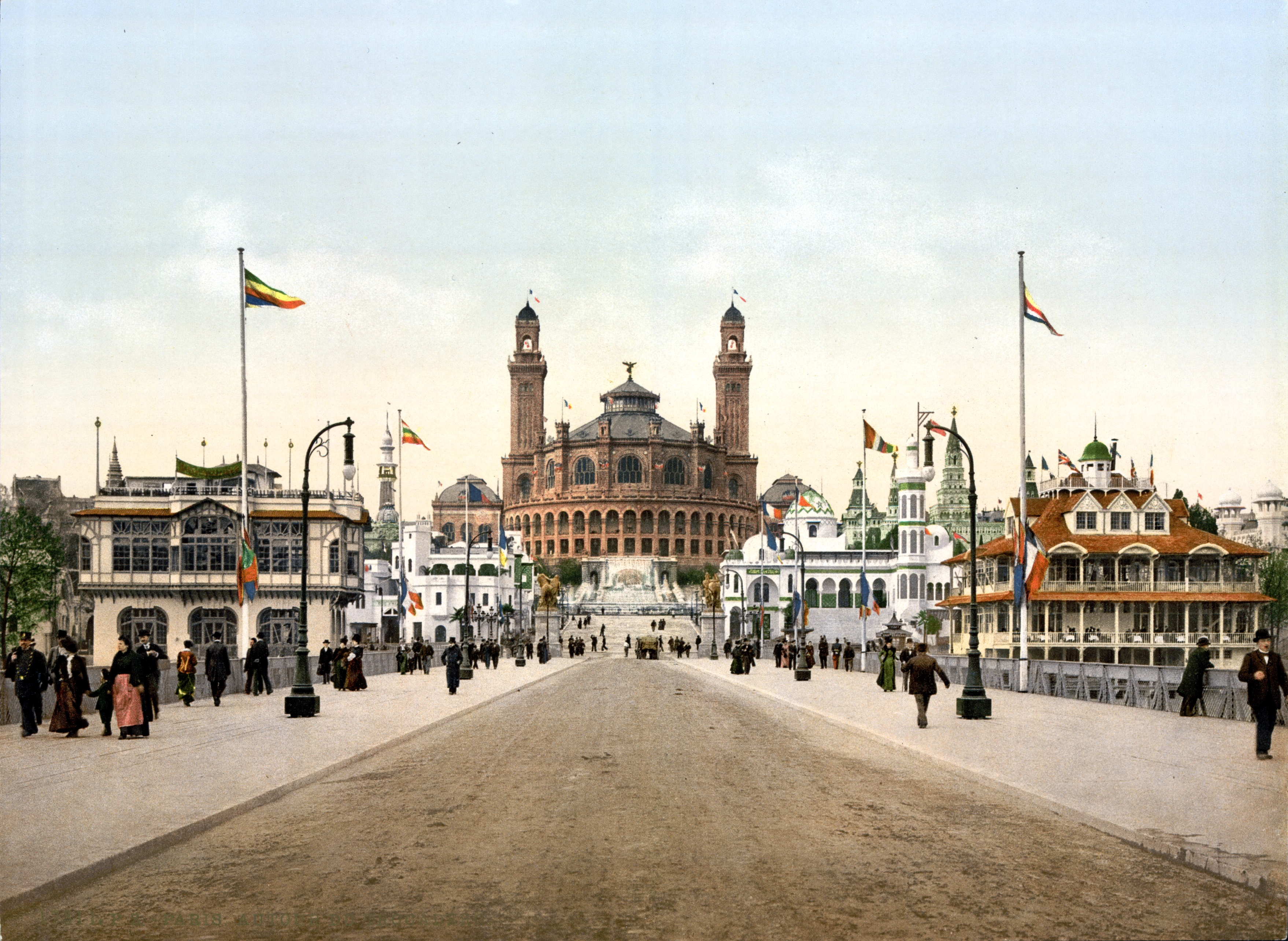
Durante la Exposición Universal de París (1900)
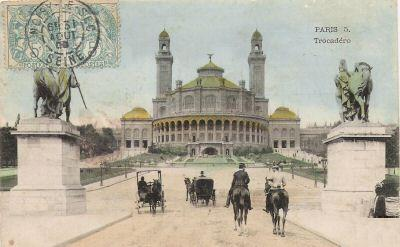
En 1905.
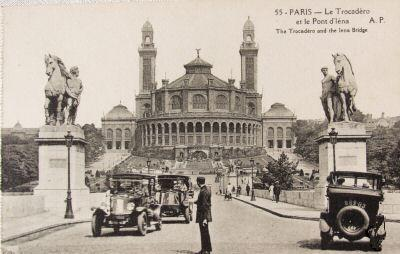
Vista tomada en 1923

Estatuas del puente (1853)
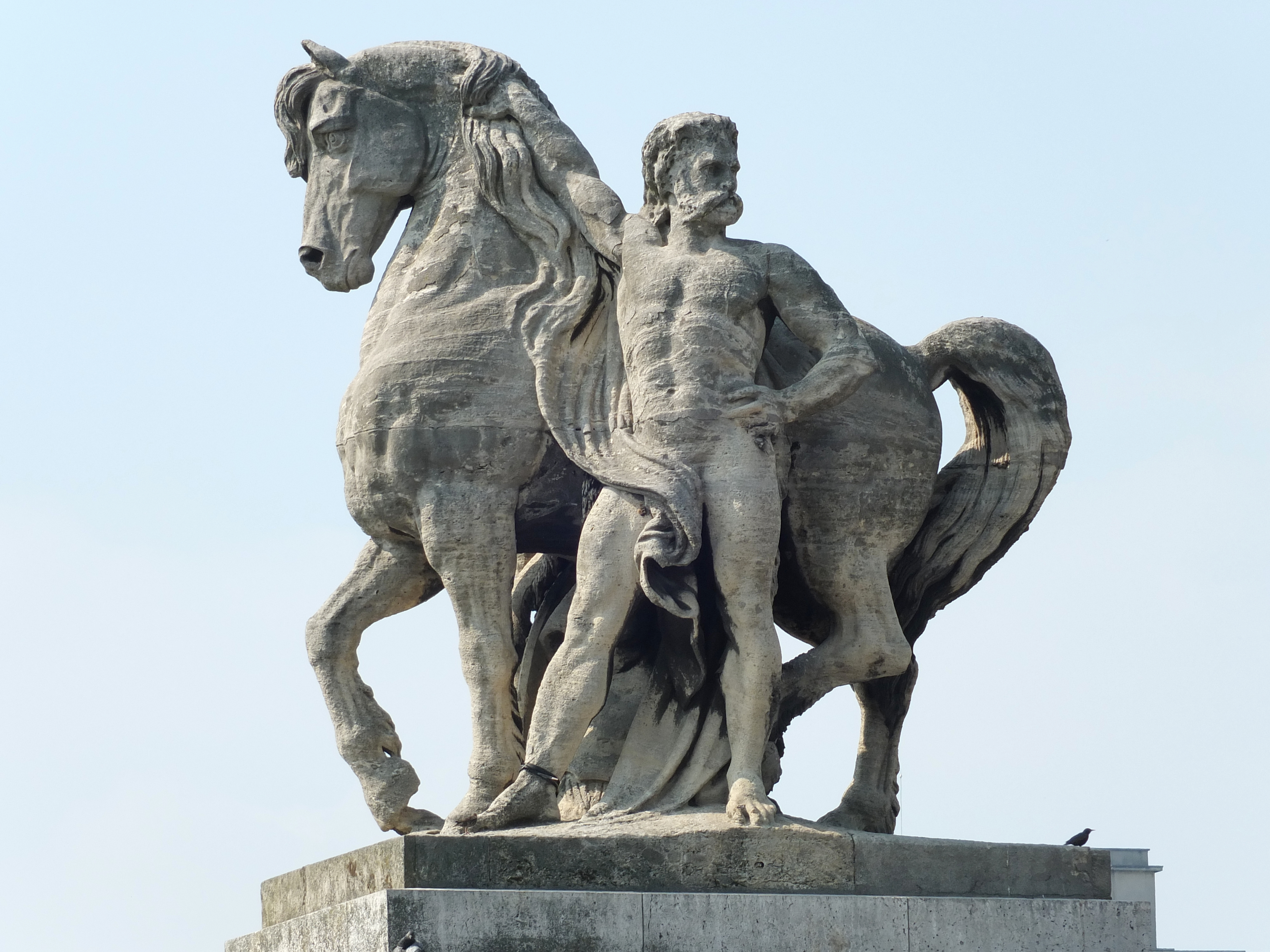
Cavalier gaulois, de Auguste Préault
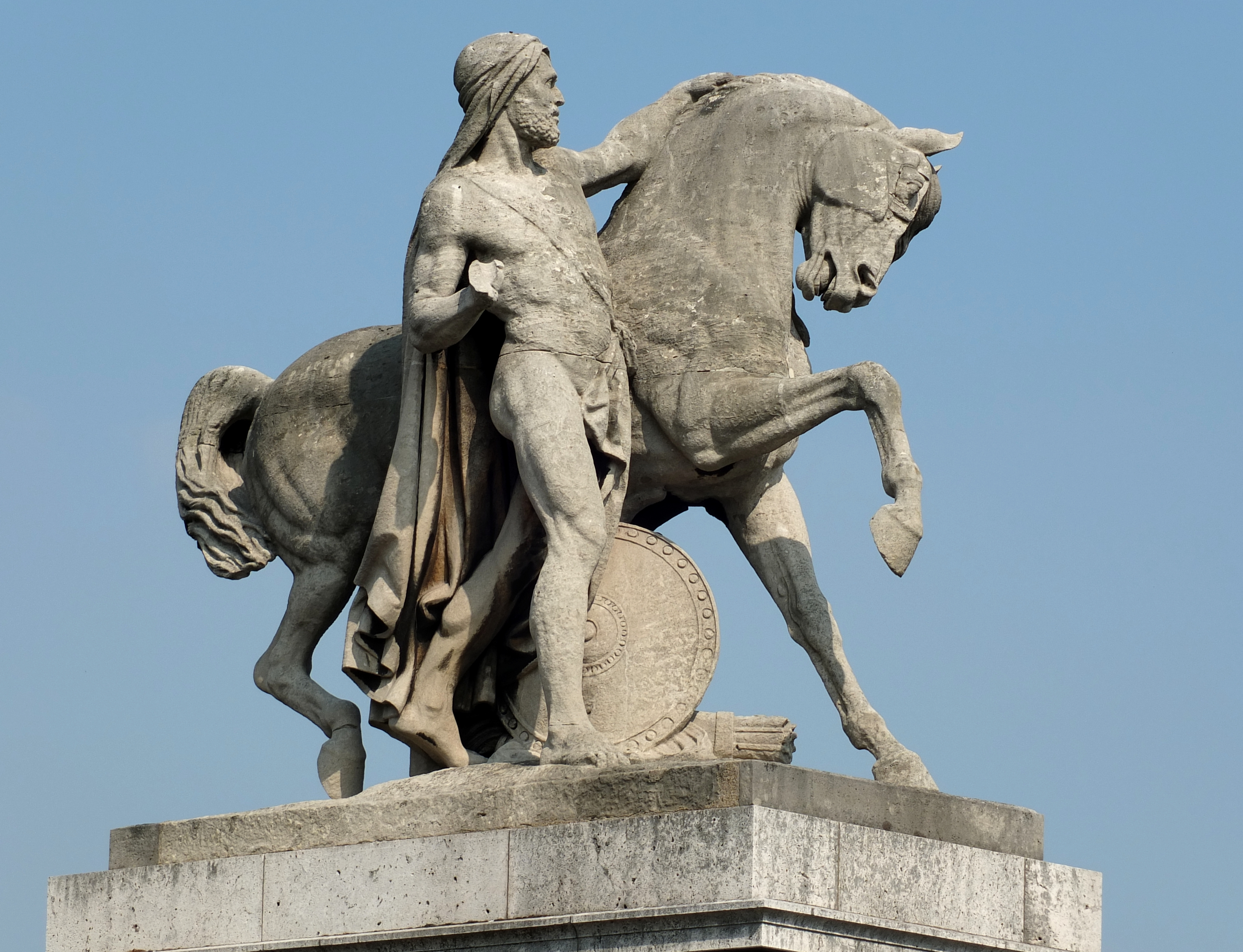
Cavalier arabe, de Jean-Jacques Feuchère
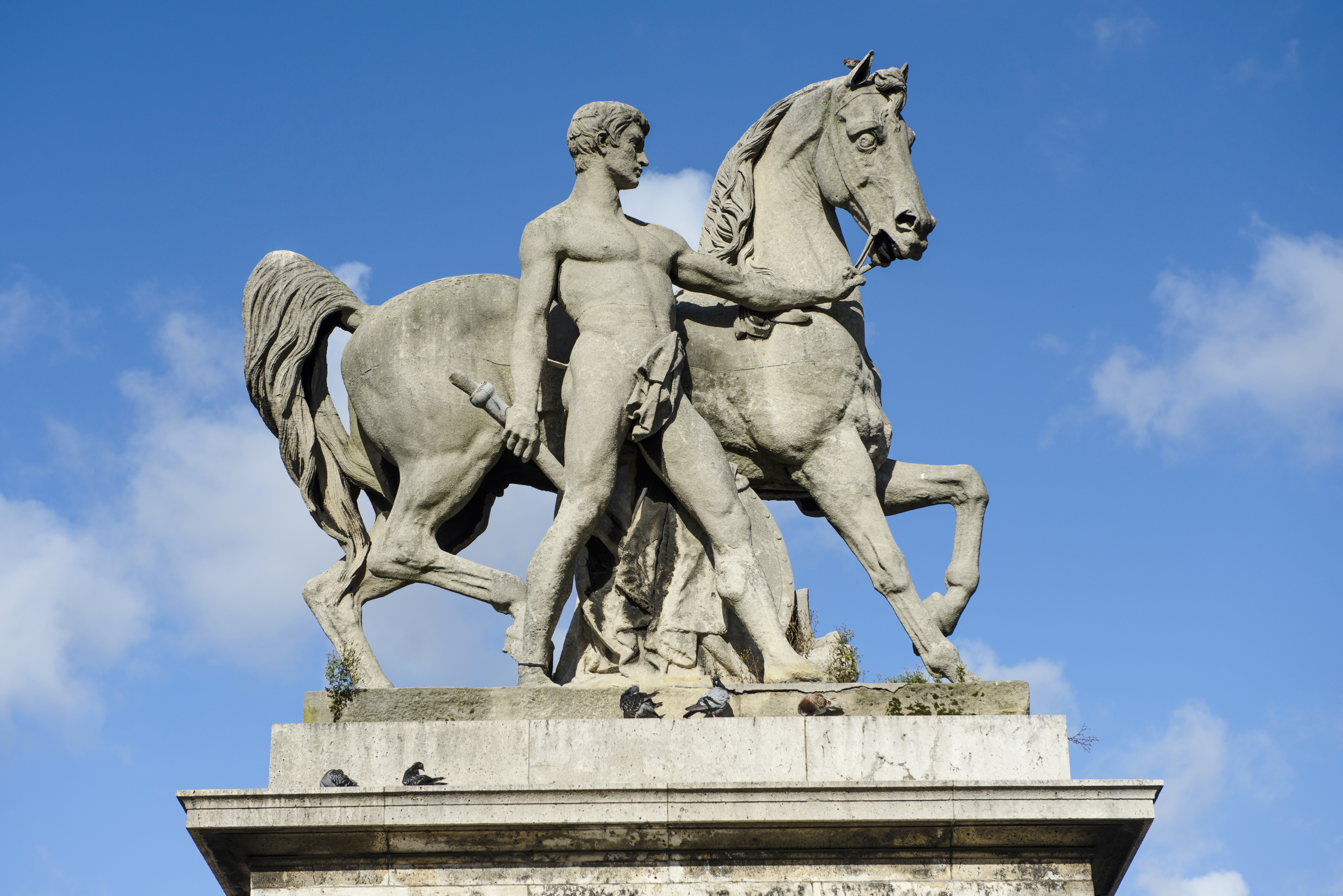
Cavalier romain, Louis-Joseph Daumas
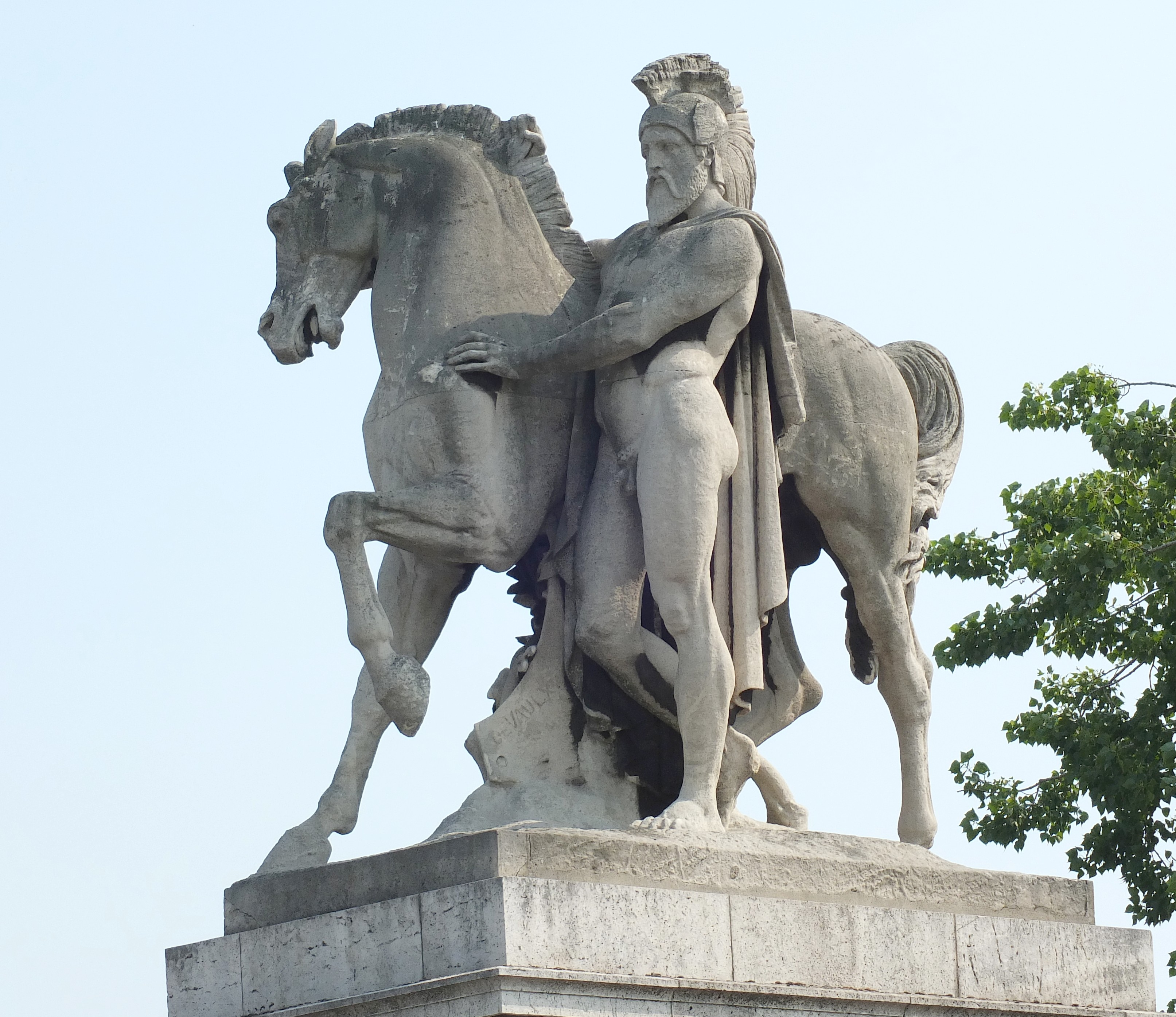
Cavalier grec, François Théodore Devaulx